# Făgețel (okręg Hunedoara)
Făgețel – wieś w Rumunii, w okręgu Hunedoara, w gminie Dobra. W 2011 roku liczyła 26 mieszkańców.